# Goli Vrh Netretićki
Goli Vrh Netretićki is een plaats in de gemeente Netretić in de Kroatische provincie Karlovac. De plaats telt 16 inwoners (2001).